# Evil West
Evil West ist ein Third-Person-Shooter-Videospiel, entwickelt von Flying Wild Hog und veröffentlicht von Focus Entertainment. Das Spiel wurde am 22. November 2022 für Windows, PlayStation 4, PlayStation 5, Xbox One und Xbox Series X/S veröffentlicht.

## Spielprinzip
Evil West ist ein Third-Person-Shooter. Im Spiel übernimmt der Spieler die Kontrolle über Jesse Rentier, einen Vampirjäger. Jesse ist mit mächtigen Schusswaffen ausgestattet, darunter eine Pistole, ein Gewehr und ein Flammenwerfer, sowie mit Nahkampfwaffen wie einem Handschuh, der elektrische Energie speichern kann, und einer Axt. Feinde können nach einem Nahkampfangriff betäubt werden und taumeln, so dass der Spieler sie mit einem speziellen Finisher-Move erledigen kann. Die Spieler können auch die Umgebung zu ihrem Vorteil nutzen. Zum Beispiel können sie Feinde in eine Stachelfalle treten oder explosive Fässer abschießen. Gelegentlich trifft der Spieler auf Endgegner, die mächtige Gegner mit einzigartigen Angriffsmustern sind. Im Laufe des Spiels steigt der Spieler auf und erhält neue Fertigkeiten und Fähigkeiten. Die Kampagne kann kooperativ mit einem anderen Spieler gespielt werden.

## Story
Jesse Rentier ist ein Agent des Rentier-Instituts, einer geheimen Organisation, die sich dem Kampf gegen übernatürliche Kreaturen wie die Hochgeborenen widmet, Vampire, die die Menschen ausbeuten. Gemeinsam mit dem pensionierten Agenten Edgar Gravenor folgen sie der Spur von Peter D'Abano, einem hochrangigen Vampir, der dafür plädiert, der Menschheit den Krieg zu erklären, bevor deren Technologie so weit entwickelt ist, dass sie zu einer Bedrohung für die Hochgeborenen wird. Die Führung der Hochgeborenen, die im Verborgenen bleiben will, lehnt D'Abanos Plan ab und verurteilt ihn und seine gesamte Linie zum Tode. Jesse und Edgar locken D'Abano in einen Hinterhalt, erbeuten seinen Kopf und bringen ihn zurück zum Herrenhaus, dem Hauptsitz des Rentier-Instituts.
Dort angekommen, erhält Jesse von seinem Vater William einen besonderen Handschuh, der in der Lage ist, den magischen Zauber zu brechen, den die Hochgeborenen benutzen, um sich zu verstecken. Während einer Präsentation des Handschuhs vor dem stellvertretenden Kriegsminister James Harrow greift D'Abanos Tochter Felicity das Herrenhaus an, tötet die meisten der dort stationierten Mitarbeiter und Agenten und erbeutet D'Abanos Kopf. Da William schwer verwundet ist, fliehen Jesse, Edgar und Harrow in die nahe gelegene Stadt Calico, wo sie Kontakt mit der örtlichen Zelle des Rentier-Instituts unter der Leitung von Emilia Blackwell aufnehmen. Da sie vermuten, dass William von Felicity mit Vampirismus infiziert wurde, macht sich Edgar allein auf den Weg, um ein mögliches Heilmittel für die Infektion zu finden, während Jesse daran arbeitet, den Handschuh zu reparieren.
Während er die für die Reparatur des Handschuhs benötigten Teile sammelt, findet Jesse heraus, dass Felicity Blut von uralten, prähistorischen Bestien abgezapft hat, um ihre eigene Armee von Kreaturen zu erschaffen, die Faulblut genannt werden. In der Zwischenzeit ist es Felicity und D'Abano auch gelungen infizierte Blutegel und Fledermäuse im ganzen Land zu verteilen. Jesse zerstört Felicitys Blutquelle und kehrt nach Calico zurück, um festzustellen, dass sein Vater tatsächlich mit Vampirblut infiziert wurde und dabei ist, sich zu verwandeln. Da die Zeit drängt, macht sich Jesse auf die Suche nach Edgar und dem Heilmittel und injiziert es William. William ist jedoch noch kurz telepathisch mit Felicity verbunden und warnt Jesse, dass sie sich in Dickinson, einem wichtigen Eisenbahnknotenpunkt, befindet. Jesse macht sich auf den Weg nach Dickinson, kann aber nicht verhindern, dass Felicity flieht. Nachdem er schwere Verletzungen erlitten hat, wird Jesse von einem örtlichen Pfarrer gerettet, der ihm anbietet, ein Telegramm an das Institut zu schicken, wenn er im Gegenzug die örtlichen Monsternester vernichtet. Nach seiner Rückkehr nach Calico begibt sich Jesse zusammen mit dem Ingenieur Vergil Olney zu einem verlassenen Labor des Rentier-Instituts, um seinen Handschuh weiter zu verbessern.
Danach wird Jesse von Harrow konfrontiert, der entdeckt hat, dass sie William entgegen dem Protokoll am Leben gelassen haben – er befiehlt ihm, William zu töten. Als Jesse und der Rest der Calico-Zelle sich weigern, geht Harrow und verspricht, die Unterstützung der US-Regierung zurückzuziehen. Jesse trifft sich daraufhin wieder mit Edgar (der überrascht ist, Jesse nach dem Vorfall in Dickinson lebendig zu sehen) und erfährt von ihrem Vampir-Informanten Chester, dass Felicity einen Angriff auf Washington D.C. plant. Jesse und Edgar eilen zurück nach Calico, müssen aber feststellen, dass William sich in ihrer Abwesenheit verwandelt, mehrere Mitglieder der Calico-Zelle getötet hat und dann geflohen ist. Jesse erkennt, dass sein Vater zu weit gegangen ist, und verspricht, William zur Strecke zu bringen.
Jesse folgt Williams Spur zu Felicitys Basis in Persephone, wo er ihn widerwillig tötet. Anschließend begibt er sich zu Felicitys Hauptquartier in Carmine City, wo sie die örtliche Bank benutzt, um ihre Aktivitäten zu finanzieren. Während Felicity bereits verschwunden ist, nimmt Jesse D'Abano wieder gefangen, der im Verhör verrät, dass Felicity bereits aufgebrochen ist, um Präsident Grover Cleveland in einen Hinterhalt zu locken, damit sie ihn umdrehen kann. Jesse und seine Freunde folgen Felicity. Während seine Freunde Präsident Cleveland in Sicherheit bringen, stellt Jesse Felicity zur Rede und schafft es, sie zu töten.
Emilia informiert Präsident Cleveland darüber, wie Harrow seine Position für Profit missbraucht hat, was zu seiner Verhaftung und Entlassung führte. Präsident Cleveland verspricht daraufhin, das Rentier-Institut wieder ins Leben zu rufen und ihm seine volle Unterstützung zu gewähren. Da Jesse und Emilia wissen, dass der Krieg gegen die Hochgeborenen noch lange nicht vorbei ist, beginnen sie, Ideen für den Wiederaufbau und die Reform des Rentier-Instituts zu entwickeln.

## Entwicklung
Evil West wurde vom polnischen Studio Flying Wild Hog entwickelt, dem Entwickler der Shadow-Warrior-Serie. Das Kombo-System des Spiels wurde von der Devil-May-Cry-Reihe inspiriert, während die Third-Person-Perspektive und der Nahkampf von God of War aus dem Jahr 2018 inspiriert wurden.
Flying Wild Hog und der Publisher Focus Entertainment gaben ihre Partnerschaft erstmals im September 2020 bekannt. Offiziell angekündigt wurde das Spiel bei den The Game Awards 2020. Das Spiel sollte ursprünglich am 20. September 2022 für Windows, PlayStation 4, PlayStation 5, Xbox One und Xbox Series X/S erscheinen, wurde aber später auf den 22. November 2022 verschoben.

## Rezeption
Evil West erhielt laut dem Bewertungsportal Metacritic „gemischte oder durchschnittliche“ Bewertungen.
Das Spiel wäre eintönig und erinnert eher an Shootern von Früher und ist eher Trashig gehalten. Der Koop-Modus Sei auch einfallslos. Für Fans solcher Spiele sei es aber ein sicherer Kauf.